# Silberstift

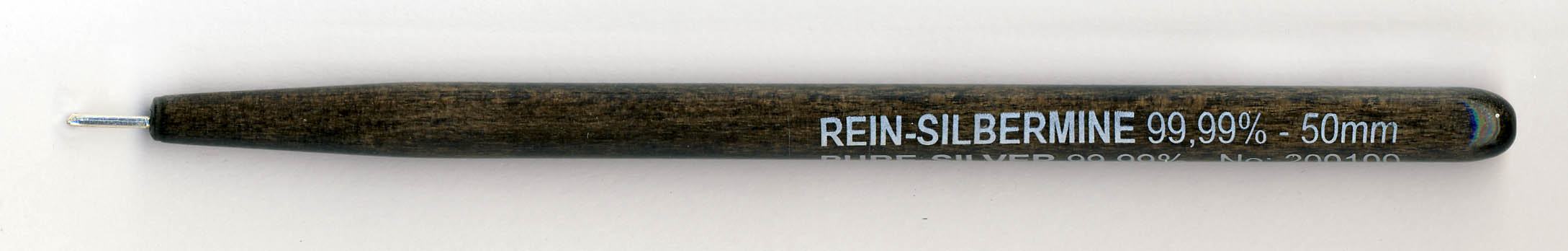
Silberstift

Der Silberstift ist ein Zeichenstift mit einer Spitze aus Silber, der ähnlich wie später der Bleistift verwendet wurde. Im 15. Jahrhundert war die Blütezeit der Silberstiftzeichnung. Bis heute wird der Silberstift vereinzelt von Künstlern benutzt, in den meisten Fällen jedoch durch den Bleistift ersetzt. Ein Silberstift ist unzerbrechlich und muss kaum nachgespitzt werden. Verwendet werden kann er im Unterschied zum Bleistift nur auf grundiertem Papier, Pergament oder für die Unterzeichnung.

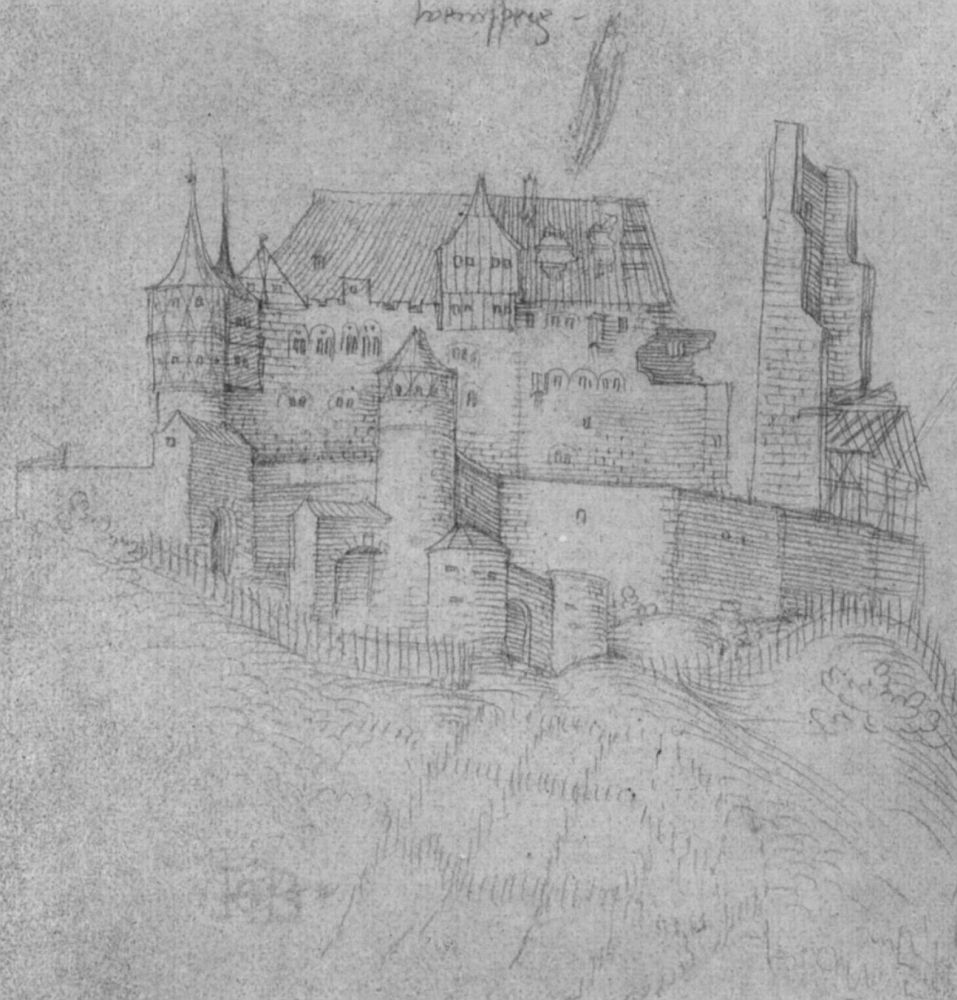
Burg Weinsberg 1515, von Hans Baldung Grien mit Silberstift gezeichnet.

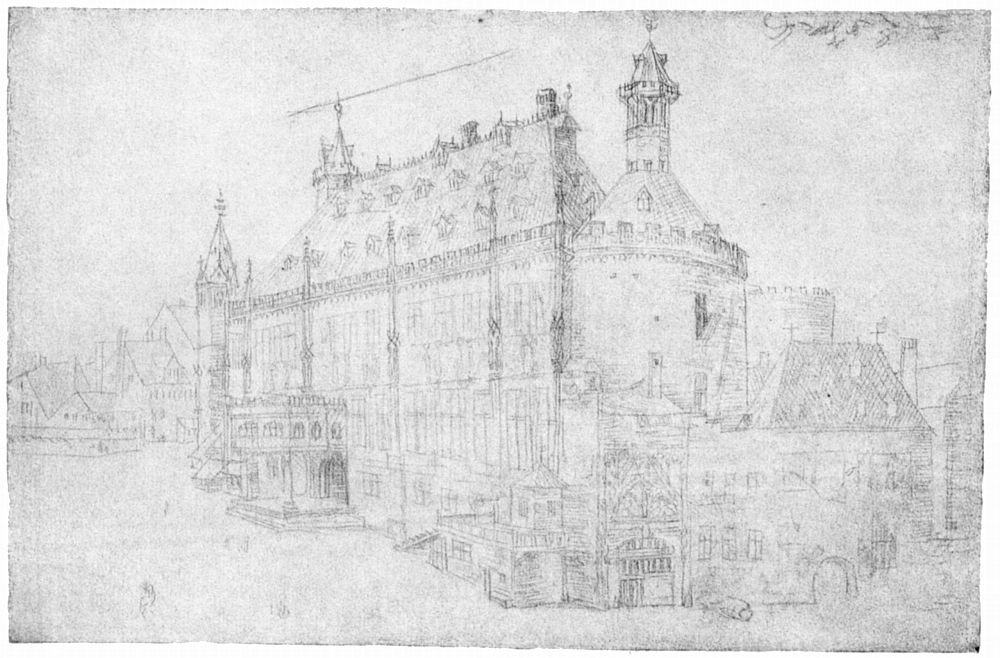
Das Aachener Rathaus 1520, Zeichnung von Albrecht Dürer

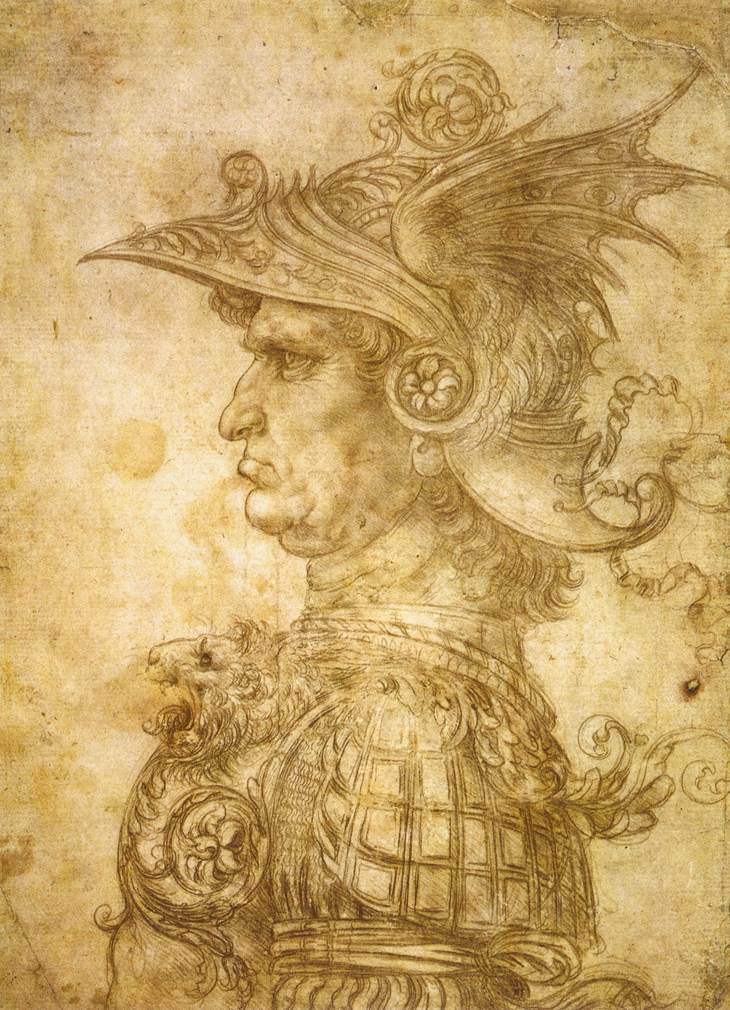
Profil eines Kriegers, um 1475, Zeichnung von Leonardo da Vinci

## Geschichte
Der Silberstift war bereits unter den Metallstiften in der römischen Antike bekannt und das ganze Mittelalter hindurch verbreitetes Zeichenmittel. Cennino Cennini erwähnte um 1400 den Silberstift in seinem Traktat. Der Stift entwickelte sich mit der ausgehenden Gotik und dem Beginn der Frührenaissance zu dem eigentlichen Mittel der autonomen Zeichnung, mit der die Zeichnung selbst zum Kunstwerk wurde und nicht mehr Hilfsmittel und Vorstufe zum eigentlichen Werk war. Ihren Höhepunkt erlebte die Technik in der zweiten Hälfte des 15. Jahrhunderts. Jan van Eyck, Leonardo da Vinci, Hans Holbein, Albrecht Dürer, Hans Baldung und andere haben den Silberstift häufig verwendet. Nach 1500 tauchen nur noch vereinzelt Werke in dieser Technik auf. Im 19. Jahrhundert wurde der Stift im Zuge der Romantik vorrangig für Bildwerke wiederentdeckt. Im 20. Jahrhundert regte Joseph Meder 1909 mit dem Büchlein vom Silbersteft die Künstler dazu an, sich wieder mit dem Silberstift zu beschäftigen. Beispiele dafür sind Otto Dix und Franz Lenk.
Alte Silberstifte bestehen meistens aus einem massiven Metallgriffel aus Kupfer oder Bronze, auf den eine kurze runde Silberspitze aufgelötet ist. Sie sind häufig reich verziert und tragen eine Öse am Ende zur Befestigung einer Schnur, damit der wertvolle Stift nicht so leicht verloren geht.

## Verfahren
Die Spitze von Silberstiften ist leicht abgerundet, damit sie die Zeichenunterlage nicht zerkratzt. Der Untergrund muss leicht rau sein und fetthaltige Gleitmittel enthalten, damit sich das Silber vom Stift abreibt. Eine Zeichnung besteht nur aus dünnen, hellgrauen Linien, die im Laufe der Zeit zu einem bräunlichen Farbton durch die Bildung von Silbersulfid nachdunkeln. Dieses Nachdunkeln wird durch einen schwefelhaltigen Zeichengrund unterstützt. Silbersulfid ist schwarz, erscheint aber bei der geringen Auftragsmenge eher bräunlich.
Als Zeichenunterlage wurde mit Bims angerauhtes und mit Knochenmehl eingeriebenes Pergament oder nass grundiertes Papier verwendet. Die Grundierung bestand dabei aus Gips oder Kreide und Leimwasser, bei manchen Rezepten auch Eidotter. Gips und Eidotter enthalten Schwefel, der für eine bessere und schnellere Dunkelfärbung sorgt, als dies nur an Luft möglich wäre. Heute wird als Untergrund ein Anstrich mit Lithopone und Kunstharzdispersionsbinder empfohlen. Das in der Lithopone enthaltene Zinksulfid enthält in diesem Fall den Schwefel. Alternativ kann eine Mischung aus Grundierweiß, Kunstharzdispersionsbinder und Wasser verwendet werden.
Kurt Wehlte erwähnt in seinem Buch Werkstoffe und Techniken der Malerei  (1967) drei Rezepte für Silberstiftgrundierungen. Präpariertes Silberstiftpapier ist im Handel erhältlich.

## Zeichentechnik
Die Schraffurtechnik ist die geeignetste Technik für den Silberstift. Eine Flächenfüllung ist durch Schraffuren möglich, ähnlich wie bei Kupferstichen und Radierungen. Flächensetzungen sind möglich, wenn die Spitze an einem Abziehstein abgeflacht wurde. Ein einmal gesetzter, feingrauer Strich lässt sich nur bedingt bei einigen Untergründen mit einem Radiergummi entfernen. Zur vollständigen Entfernung muss der Streichgrund mit einem feinen Cutter abgehoben oder mit neuem Streichgrund übermalt werden.